# 吉村良一
吉村 良一（よしむら りょういち、1950年 - ）は、日本の法学者（民法・環境法）。立命館大学教授。博士（法学）（立命館大学・論文博士・1991年）。奈良県出身。第24期民主主義科学者協会法律部会理事長。

## 略歴
- 1950年生まれ
- 1974年 京都大学法学部卒業
- 1976年 京都大学大学院法学研究科修士課程修了（法学修士）
- 1979年 京都大学大学院法学研究科博士課程単位取得退学
- 1979年 立命館大学法学部に助教授として赴任
- 1987年 同教授
- 1990年-1991年 客員研究員としてドイツ・フライブルク大学に滞在
- 2004年-2006年 立命館大学法学部長
- 2006年-2007年 立命館大学大学院法学研究科長
- 2008年 立命館大学法務研究科（法科大学院）教授
- 2014年 第24期民主主義科学者協会法律部会理事長[1]

## 主張
不法行為法および環境法の研究で著名。特に公害と不法行為についての研究を行っており、公害被害者救済の観点から古典的な過失責任論の再評価を主張していることで注目される。一般的な考えでは、過失責任主義は前近代社会にあっては個人の自由を保障するものとして妥当であったが、近代では被害者救済のために例外的に無過失責任主義が認められるようになったとされる。この立場からは、無過失責任主義は注意しても防げない損害について公平の見地から特別に責任を負わせるためのものであると位置付けられるが、吉村は無過失責任主義はその例外性ゆえに、被害者救済の面ではあまり機能していないことを主張する。また、通説は公害を企業活動という社会的に有用な活動に不可避的に伴う被害であり「許された危険」と見ているが、吉村はそのような公害観に疑問を呈し、公害は不可避的ではなく、企業の利潤を減らすことなしには避けられないという程度の回避困難性の問題と指摘する。かかる観点から、吉村は現在の一般的な考え方が採っているような被害発生の防止措置を講じていれば過失はないとする考え方から、古典的な過失論、すなわち予見可能性の有無だけで過失の有無を判断することを主張している。

## 著書
- 『民法講義ノート〈6〉不法行為』（有斐閣、初版1984年、第2版1996年）（國井和郎、沢井裕との共著）
- 『人身損害賠償の研究』（日本評論社、1990年）
- 『新民法講義2 不法行為法』（有斐閣、1994年）（乾昭三との共編著）
- 『不法行為法』（有斐閣、初版1995年、第4版2010年）
- 『公害・環境私法の展開と今日的課題』（法律文化社、2002年）
- 『環境法入門』（法律文化社、初版2002年、第4版2013年）（藤原猛爾、水野武夫との共編著）
- 『環境法の現代的課題--公私協働の視点から』（有斐閣、2011年）
- 『ドイツ不法行為法 』（法律文化社、初版2011年）（ハイン・ケッツ(Hein Kötz)、ゲルハルト・ヴァーグナー(Gerhard Wagner)原著）（中田邦博との共監訳）
- 『福島原発事故賠償の研究』（日本評論社、2015年）（淡路剛久、除本理史との共編著）
- 『市民法と不法行為法の理論』（日本評論社、2016年）

## 主な論文
- 「環境被害の救済における『責任』と費用負担原則」環境と公害36巻3号（2007年、岩波書店）
- 「景観の私法上の保護における地域的ルールの意義」立命館法学316号（2008年）
- 「不法行為法における権利侵害要件の『再生』」立命館法学321＝322号（2009年）
- 「公法と私法の交錯・協働」法律時報81巻2号（2009年日本評論社）